# Aachen Challenger
L'Aachen Challenger, noto come Lambertz Open by STAWAG per ragioni di sponsorizzazione, è stato un torneo professionistico di tennis giocato sul sintetico indoor, che faceva parte dell'ATP Challenger Tour. Si è giocato annualmente dal 1991 al 2010 al TC Grün-Weiss Aachen e.V. di Aquisgrana, in Germania.
Il record nel singolare è condiviso fra Evgenij Korolëv, Rainer Schüttler e Hendrik Dreekmann, che hanno vinto due trofei ciascuno.

## Albo d'oro

### Singolare
| Anno | Campione              | Finalista        | Punteggio              |
| ---- | --------------------- | ---------------- | ---------------------- |
| 1991 | Alexander Mronz       | Martin Střelba   | 6–4, 6–3               |
| 1992 | Martin Damm           | Brett Steven     | 6–4, 7–6               |
| 1993 | Jonas Björkman        | Jan Apell        | 6–3, 3–6, 7–5          |
| 1994 | Jan Siemerink         | David Prinosil   | 5–7, 7–6, 6–4          |
| 1995 | Jörn Renzenbrink      | Martin Damm      | 5–7, 6–3, 6–4          |
| 1996 | Aleksandr Volkov      | David Prinosil   | 6–3, 7–6               |
| 1997 | Hendrik Dreekmann (1) | Jiří Novák       | 5–7, 7–6, 6–3          |
| 1998 | Hendrik Dreekmann (2) | Orlin Stanojčev  | 7–6, 6–4               |
| 1999 | Raemon Sluiter        | David Prinosil   | 2–6, 6–4, 7–6          |
| 2000 | Rainer Schüttler (1)  | Johan Settergren | 7–6(5), 1–6, 6–1       |
| 2001 | Alexander Popp        | Axel Pretzsch    | 6–3, 1–6, 6–2          |
| 2002 | Vladimir Volčkov      | Marc Rosset      | 7–6(4), 6–4            |
| 2003 | Alexander Peya        | Jürgen Melzer    | 7–6(2), 6–1            |
| 2004 | Novak Đoković         | Lars Burgsmüller | 6–4, 3–6, 6–4          |
| 2005 | Evgenij Korolëv       | Raemon Sluiter   | 6–3, 7–6(8)            |
| 2006 | Rainer Schüttler (2)  | Evgenij Korolëv  | 6–3, 7–5               |
| 2007 | Evgenij Korolëv (1)   | Andreas Beck     | 6–4, 6–4               |
| 2008 | Evgenij Korolëv (2)   | Ruben Bemelmans  | 7–6(5), 7–6(3)         |
| 2009 | Rajeev Ram            | Dustin Brown     | 7–6(2), 6(5)–7, 7–6(2) |
| 2010 | Dustin Brown          | Igor Sijsling    | 6–3, 7–6(3)            |

### Doppio
| Anno | Campioni                             | Finalista                                | Punteggio           |
| ---- | ------------------------------------ | ---------------------------------------- | ------------------- |
| 1991 | Mark Keil Byron Talbot               | Jan Gunnarsson Magnus Larsson            | 6–3, 3–6, 6–3       |
| 1992 | Grant Stafford Christo van Rensburg  | Michael Mortensen Christian Saceanu      | 6–1, 6–3            |
| 1993 | Jan Apell Jonas Björkman             | Mike Briggs Trevor Kronemann             | 7–5, 7–6            |
| 1994 | David Engel Ola Kristiansson         | Wayne Arthurs Brent Larkham              | 6–4, 6–4            |
| 1995 | David Eckerot László Markovits       | Alexander Mronz Lars Rehmann             | 6–7, 6–4, 7–6       |
| 1996 | Robbie Koenig Oleg Ogorodov          | Dave Randall Chris Woodruff              | 6–4, 3–6, 6–3       |
| 1997 | John-Laffnie de Jager Chris Haggard  | Dave Randall Jack Waite                  | 3–6, 6–1, 7–6       |
| 1998 | Menno Oosting Pavel Vízner           | Tuomas Ketola Petr Pála                  | 7–6, 6–3            |
| 1999 | Lars Burgsmüller Takao Suzuki        | Juan Ignacio Carrasco Jairo Velasco, Jr. | 7–6, 6–4            |
| 2000 | Sander Groen Jan Siemerink           | Michael Kohlmann Franz Stauder           | 6(2)–7, 7–6(8), 6–3 |
| 2001 | Julian Knowle Michael Kohlmann       | Marc-Kevin Goellner Marcos Ondruska      | 6–3, 7–6(4)         |
| 2002 | Jim Thomas Tom Vanhoudt              | Thomas Shimada Takao Suzuki              | 6(4)–7, 7–6(4), 6–3 |
| 2003 | Mariusz Fyrstenberg Marcin Matkowski | Todd Perry Thomas Shimada                | 7–6(3), 7–6(3)      |
| 2004 | Simon Aspelin Todd Perry             | Petr Luxa Petr Pála                      | 6–3, 6–3            |
| 2005 | James Auckland Jamie Delgado         | Lars Burgsmüller Michael Kohlmann        | 2–6, 7–5, 6–3       |
| 2006 | Ernests Gulbis Miša Zverev           | Tomasz Bednarek Irakli Labadze           | 6–7, 6–4, [10–8]    |
| 2007 | Philipp Petzschner Alexander Peya    | Dominik Meffert Miša Zverev              | 6–3, 6–2            |
| 2008 | Michael Kohlmann Alexander Waske     | Travis Parrott Filip Polášek             | 6–4, 6–4            |
| 2009 | Rohan Bopanna Aisam-ul-Haq Qureshi   | Philipp Marx Igor Zelenay                | 6–4, 7–6(6)         |
| 2010 | Ruben Bemelmans Igor Sijsling        | Jamie Delgado Jonathan Marray            | 6–4, 3–6, [11–9]    |